# LXXXII Corpo de Exército (Alemanha)
O LXXXII Corpo de Exército (em alemão:LXXXII. Armeekorps) foi um Corpo de Exército alemão que operou durante a Segunda Guerra Mundial.

## Comandantes
| Comandante                                    | Data                                          |
| --------------------------------------------- | --------------------------------------------- |
| General der Infanterie Alfred Böhm-Tettelbach | 25 de maio de 1942 - 31 de outubro de 1942    |
| General der Infanterie Ernst Dehner           | 31 de outubro de 1942 - 1 de abril de 1943    |
| Generaloberst Erwin Jänecke                   | 1 de abril de 1943 - 1 de junho de 1943       |
| General der Infanterie Ernst Dehner           | 1 de junho de 1943 - 10 de julho de 1943      |
| General der Artillerie Johann Sinnhuber       | 10 de julho de 1943 - 1 de setembro de 1944   |
| General der Infanterie Walter Hörnlein        | 1 de setembro de 1944 - 30 de janeiro de 1945 |
| General der Infanterie Walther Hahm           | 30 de janeiro de 1945 - 1 de abril de 1945    |
| Generalleutnant Theodor Tolsdorff             | 1 de abril de 1945 - 15 de abril de 1945      |
| General der Infanterie Walter Lucht           | 15 de abril de 1945 - 20 de abril de 1945     |
| Generalleutnant Theodor Tolsdorff             | 20 de abril de 1945 - 8 de maio de 1945       |

## Área de operações
| França                      | maio de 1942 - dezembro de 1944 |
| Frente Ocidental & Alemanha | janeiro de 1945 - maio de 1945  |